# Beetaloo Reservoir
Beetaloo Reservoir är en reservoar i Australien. Den ligger i delstaten South Australia, omkring 200 kilometer norr om delstatshuvudstaden Adelaide. Beetaloo Reservoir ligger 365 meter över havet. Arean är 0,14 kvadratkilometer. Den sträcker sig 1,1 kilometer i nord-sydlig riktning, och 0,2 kilometer i öst-västlig riktning.
Trakten runt Beetaloo Reservoir består till största delen av jordbruksmark. Trakten runt Beetaloo Reservoir är nära nog obefolkad, med mindre än två invånare per kvadratkilometer. Genomsnittlig årsnederbörd är 533 millimeter. Den regnigaste månaden är juni, med i genomsnitt 86 mm nederbörd, och den torraste är december, med 14 mm nederbörd.